# آندریا اهریگ-میتشرلیخ
آندریا اهریگ-میتشرلیخ (انگلیسی: Andrea Ehrig-Mitscherlich؛ زادهٔ ۱ دسامبر ۱۹۶۰) اسکیت‌باز سرعت اهل آلمان بود.